# Isaak ben Salomon Israeli
Isaak (ben Salomon) Israeli (genannt auch Isaak Judaeus, lateinisch Isaac Judaeus; hebräisch יצחק בן שלמה הישראלי Jizchak ben Schlomo Jisraeli, arabisch إسحاق بن سليمان الإسرائيلي, أبو يعقوب, DMG Isḥāq bin Sulaimān al-Isrāʾīlī, Abū Yaʿqūb, genannt auch Abū Ja‘qūb Isḥāq ibn Sulaimān al Isrā’ilī; geboren 840/850 in al-Fustāt (im Süden des heutigen Kairo), Ägypten; gestorben um 932 in Kairouan im heutigen Tunesien) war ein ägyptischer Arzt, jüdischer Philosoph und arabischer Medizinschriftsteller, der anfangs in seiner Heimatstadt al-Fustāt praktizierte und ab dem ersten Jahrzehnt des 10. Jahrhunderts in Kairouan lebte. Er verfasste bedeutende Schriften über Diätetik, Fieber- und Harnlehre, prägte die Kairouaner Ärzteschule und war Leibarzt des Begründers der Fatimiden-Dynastie.
Als Schriftsteller hatte Isaak im mittelalterlichen Europa einen beträchtlichen Einfluss auf die Nachwelt, vor allem durch lateinische Übersetzungen eines Teils seiner Werke. Er war der Begründer der neuplatonischen Strömung in der mittelalterlichen jüdischen Philosophie. Oft zitiert wurde seine Beschreibung der Philosophie als Selbsterkenntnis des Menschen hinsichtlich seiner geistigen und körperlichen Beschaffenheit. Isaak sah in der philosophischen Selbsterkenntnis die Basis für eine Erkenntnis der gesamten Weltwirklichkeit, die ebenfalls aus Geistigem und Materiellem zusammengesetzt sei. Sein Grundsatz, den Menschen als Erkenntnisgegenstand und zugleich als Erkenntnisprinzip aufzufassen, wurde für die Anthropologie der spätmittelalterlichen Scholastik wegweisend.

## Leben
Über Isaaks Leben liegen nur wenige zuverlässige Nachrichten vor. Das in späten arabischen und hebräischen Quellen überlieferte anekdotische Material ist großenteils wenig glaubhaft. Die weitaus wichtigste und glaubwürdigste Quelle ist eine Biographie Isaaks, die der Arzt und Medizinhistoriker Ibn Ğulğul im Jahr 987 in Córdoba verfasste.
Isaak wurde im Zeitraum 840/850 in al-Fustāt geboren. Von seiner Herkunft ist außer seiner jüdischen Abstammung nichts bekannt, und auch von seiner Ausbildung ist nichts überliefert. Gesichert ist nur, dass er seine berufliche Tätigkeit als Augenarzt in al-Fustāt begann. Im Jahr 907 berief ihn der letzte aghlabidische Herrscher von Ifrīqiya, Ziyādat Allāh III., an seinen Hof nach Kairouan im heutigen Tunesien. Ziyādat Allāh holte auch den aus Bagdad stammenden Arzt Isḥāq ibn ʿImrān nach Kairouan. Damit machte er die im Osten der islamischen Welt bereits hochentwickelte, auf der antiken griechischen Tradition aufbauende arabische Medizin auch im Westen heimisch. Zunächst erhielt der etwas ältere Isḥāq die Stellung des Hofarztes, Isaak arbeitete unter seiner Leitung und lernte von ihm. Isḥāq fiel jedoch bald beim Herrscher in Ungnade, Ziyādat Allāh ließ ihn verhaften und töten, und Isaak wurde sein Nachfolger als Leibarzt des Aġlabiden. 909 wurde die Dynastie der Aġlabiden gestürzt und von den Fatimiden abgelöst. Der Gründer der neuen Dynastie, ʿAbd Allāh al-Mahdī, übernahm Isaak in seinen Dienst.
Ibn Ǧulǧul berichtet, dass Isaak nie verheiratet war und keine Kinder hatte. Er war der Meinung, dass sein Name mit dem Buch der Fieber, das er als sein Hauptwerk betrachtete, die Zeit überdauern werde, daher brauche er das Fehlen von Nachkommen nicht zu bedauern. Von seinen Schülern waren zwei prominent: Ibn al-Ǧazzār, der ein medizinisches Reisehandbuch verfasste, das in Europa als Viaticus oder Viaticum bekannt wurde und gelegentlich irrtümlich Isaak zugeschrieben wurde, und Dūnaš ibn Tamīm, Isaaks Nachfolger als Hofarzt.
Die Datierung von Isaaks Tod ist umstritten. Ibn Ǧulǧul behauptet, er sei mehr als hundert Jahre alt geworden. Er starb frühestens um 932; 956 war er auf jeden Fall bereits tot. In der älteren Forschung wurde meist der spätestmögliche Ansatz (um 955) angenommen; neuerdings wird die Frühdatierung um 932 favorisiert.

## Werke

Buch der Elemente, Seite einer Handschrift des 13. Jahrhunderts

Isaak verfasste sowohl medizinische als auch philosophische Schriften in arabischer Sprache.
Das bekannteste seiner philosophischen Werke ist das Buch der Definitionen und Beschreibungen (arabisch Kitāb al-ḥudūd wa ʾr-rusūm, hebräisch Sefer ha-Gevulim). Die arabische Originalfassung ist nur fragmentarisch erhalten. Vollständig erhalten sind die ältere der beiden mittelalterlichen hebräischen Übersetzungen (von der jüngeren sind nur Fragmente bekannt) und die erste lateinische Übersetzung. Die Schrift enthält Definitionen und Erklärungen; zu den definierten Begriffen gehören Philosophie, Weisheit, Intellekt, Seele und Natur. Am Anfang nennt Isaak vier zum Verständnis eines Begriffs erforderliche Fragen (ob etwas existiert, was es ist, welche Eigenschaften es aufweist, warum es ist); dabei stützt er sich auf Ausführungen des arabischen Philosophen al-Kindī, der seinerseits von einem Frageschema in den Zweiten Analytiken des Aristoteles ausging.
Von Isaaks Buch der Elemente (Kitāb al-usṭuqusāt), einer Darstellung der aristotelischen Lehre von den Elementen, ist die arabische Urfassung verloren; erhalten sind eine lateinische und zwei hebräische Übersetzungen (hebräisch Sefer ha-Jesodot). Vom Buch der Substanzen (Kitāb al-ǧawāhir) sind nur Fragmente erhalten. Das Buch über den Geist und die Seele (Kitāb fī ʾr-rūḥ wa ʾn-nafs) ist – abgesehen von einem kleinen arabischen Fragment – nur in einer hebräischen Fassung erhalten (Sefer ha-Ruach we-ha-Nefesch). Es ist die einzige seiner Schriften, in der er auf jüdische Glaubensinhalte Bezug nimmt und den Tanach zur Abstützung seiner philosophischen Ausführungen heranzieht. Ein weiteres Werk Isaaks, das von der Elementenlehre des Aristoteles handelt, ist nur in einer einzigen hebräischen Handschrift erhalten (als Kapitel über die Elemente von Aristoteles, Scha’ar ha-Jesodot le-Aristo); dort wird es Aristoteles selbst zugeschrieben, Isaaks Verfasserschaft wurde erst im 20. Jahrhundert entdeckt.
Das Buch über den Geist und die Seele behandelt neben philosophischen auch medizinische Fragen. Ebenfalls zum Bereich der Berührungen zwischen Philosophie und Medizin gehört eine Isaak zugeschriebene Schrift über die ärztliche Ethik (Führung der Ärzte), die nur in hebräischer Übersetzung erhalten ist (Musar ha-Rofe’im). Dieser Traktat, der von Gedanken des Corpus Hippocraticum ausgeht, hat in der Forschung großes Interesse gefunden und liegt daher auch in modernen Übersetzungen ins Deutsche, Englische, Französische und Italienische vor. Seine Echtheit gilt allerdings als zweifelhaft, seit sie 1919 von Jakob Guttmann bestritten wurde.

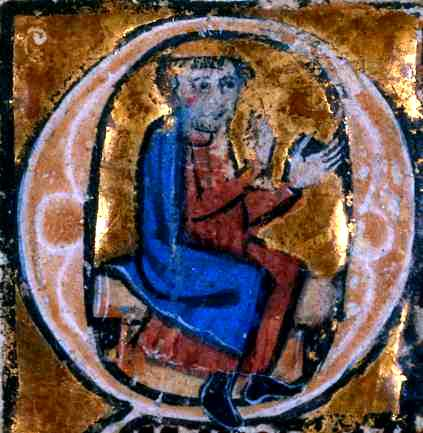
Initiale aus einer lateinischen Handschrift des Buchs der Fieber (13. Jahrhundert), stellt vermutlich den Autor dar

Unter den rein medizinischen Werken Isaaks gilt das Buch der Fieber (Kitāb al-ḥummayāt) als das bedeutendste. Es ist die älteste arabische Abhandlung über dieses Thema. Behandelt wird zunächst die allgemeine Fieberlehre; es folgen das „Eintagsfieber“, das „hektische“ Fieber (zum Beispiel bei Tuberkulose), die akuten Fieber mit ihren Begleiterscheinungen (darunter „Wahnsinn“) und die Faulfieber, zu denen Isaak auch die Pesterkrankungen zählt. Die Darstellung fußt auf der antiken Fieberlehre, doch bringt Isaak auch zahlreiche Hinweise ein, die aus seiner persönlichen Erfahrung stammen. Der arabische Text ist in acht Handschriften erhalten.
Weitere einflussreiche medizinische Abhandlungen Isaaks sind das Buch über den Harn (arabisch Kitāb al-baul, lateinisch Liber de urinis) und das Buch über die Diäten (Kitāb al-aġḏiya). Das Harnbuch bietet eine Anleitung zur Harndiagnose; erörtert werden das Wesen des Urins sowie seine unterschiedlichen Farben, Substanzen und Bodensätze und deren diagnostische Deutung im System der Humoralpathologie. Die Diätetikabhandlung, deren Vorlage der Liber Pantegni des Haly Abbas darstellt, besteht aus einem allgemeinen Theorieteil und einem speziellen Teil, in dem der Autor eine Reihe von Lebensmitteln bespricht. Wegen dieser Gliederung lautet der Titel der lateinischen Übersetzung Liber diaetarum universalium et particularium (Buch über die allgemeinen und besonderen Diäten) oder De diaetis universalibus et particularibus. Isaak soll noch weitere medizinische Schriften verfasst haben, von denen nur die Titel überliefert sind, darunter eine Einführung in die Kunst der Medizin und ein Buch über den Puls.

## Philosophische Lehren
In Isaaks Schöpfungslehre und Kosmologie steht ebenso wie auch in seiner Anthropologie der neuplatonische Einfluss im Vordergrund. Er stützt sich auf eine verlorene neuplatonische Quelle, deren Lehren er aber nicht als platonisch identifiziert, sondern irrtümlich Aristoteles zuschreibt. Mit manchen Gedanken geht er von Überlegungen al-Kindis aus.

### Kosmologie
Isaaks Weltentstehungslehre kombiniert die traditionelle jüdische, auch im Christentum herrschende Schöpfungsvorstellung mit der neuplatonischen Kosmogonie. Im Sinne der jüdischen Tradition nimmt er an, dass Gott eine Schöpfung „aus nichts“ vorgenommen habe (Creatio ex nihilo). Im Gegensatz zur konventionellen religiösen Lehre bezieht er jedoch die Idee einer Schöpfung aus dem Nichts nicht auf die Gesamtheit der Dinge, sondern nur auf die „erste Form“, die er vollkommene Weisheit und reinen Glanz nennt, und die erste (geistige) Materie. Dieses Werk Gottes ist für ihn die – nach Gott selbst als dem Einen – oberste der neuplatonischen Hypostasen (Seinsstufen), der höchste Bereich der rein geistigen Welt.
Isaak folgt dem aristotelischen Verständnis der Zusammensetzung der Dinge aus Form und Materie (Stoff). Durch die Verbindung der von Gott geschaffenen ersten Form mit dem ersten Stoff ist nach seiner Lehre der Intellekt entstanden. Der erste Stoff ist die Ausgangsbasis aller Vielfalt. Die weiteren Phasen der Schöpfung betrachtet Isaak nicht als Ergebnisse anschließender neuer Willensakte Gottes, sondern als logische, notwendige Folgen der Erzeugung des Intellekts. Aus dem Intellekt gehen alle übrigen Dinge in einem abgestuften Prozess hervor (Emanation, Ausfluss). Sie haben ihre Ursache somit nicht direkt, sondern nur mittelbar in Gott. Ein unmittelbarer Ausfluss des Intellekts ist die vernunftbegabte Weltseele. Die Weltseele weist bei Isaak die drei Teile auf, die nach der aristotelischen Seelenlehre für die menschliche Seele kennzeichnend sind (Vernunftseele, sinnlich wahrnehmende und vegetative Seele). Diese Teile fasst Isaak als drei eigenständige Hypostasen auf. Auf die vegetative Seele folgt der Himmel als letzte, unterste der „einfachen Substanzen“. Er nimmt eine Mittelstellung zwischen der oberen, rein geistigen und der unteren, sinnlich wahrnehmbaren, physischen Welt ein. Obwohl er nicht rein geistig ist, sondern auch physische Materie enthält, ist er doch unwandelbar, den Vorgängen des Ab- und Zunehmens, Werdens und Vergehens entzogen. Durch die Bewegung der Himmelssphäre entstehen aus einer noch undifferenzierten, absolut einheitlichen Urmaterie, die noch zur geistigen Welt gehört und deren untersten Bereich bildet, die vier physischen Elemente (Feuer, Wasser, Luft und Erde). Aus unterschiedlichen Kombinationen der Elemente ergeben sich die zusammengesetzten materiellen Objekte, die Körper im „sublunaren“ Bereich (unterhalb der Mondbahn), also alles, was auf der Erde an Materiellem anzutreffen ist. Isaak verwirft die Atomtheorie Demokrits.

### Anthropologie und Seelenlehre
Isaak unterscheidet nicht deutlich zwischen der Weltseele und den Einzelseelen; seine Aussagen über das Seelische beziehen sich auf beide gleichermaßen. Nach seinem Verständnis begibt sich die menschliche Seele nicht in den Körper, sondern umgibt ihn von außen und enthält ihn in sich. Sie wirkt von außen auf ihn ein. Dafür wird als vermittelnde Instanz der Geist (ru'aḥ) benötigt, eine körperliche, vergängliche, vom Körper umschlossene Substanz, die für die Belebung des Körpers sorgt.
In der Intellektlehre unterscheidet Isaak drei Erscheinungsformen des Intellekts: den aktiven Intellekt, der immer im Akt ist, den passiven Intellekt, der als Möglichkeit in der Seele angelegt ist, und einen weiteren Intellekt, der hervorgebracht wird, indem die Sinneswahrnehmung den passiven Intellekt in der Seele veranlasst, in den Akt überzugehen.
Hinsichtlich des Aufstiegs der Seele aus der Finsternis der materiellen Welt zum Bereich des Geistigen folgt Isaak der traditionellen neuplatonischen Lehre in der Ausprägung, die auf den spätantiken Philosophen Proklos zurückgeht. Wie für Proklos besteht auch für ihn die erste Aufstiegsphase in der Reinigung. Wem der Aufstieg mangels Reinheit nicht gelingt, der bleibt nach Isaaks Ansicht unter höllischen Verhältnissen zurück. Das Endziel des Aufstiegs ist bei ihm nicht, wie etwa bei Plotin, eine Vereinigung mit dem Einen bzw. Gott selbst, sondern nur das Erreichen des Bereichs des Intellekts oder der Weisheit, zu dem die Seele sich erheben kann. Dies ist nach seiner Ansicht schon während des irdischen Lebens möglich. Den Weg weist die Philosophie. Die Aufgabe der Philosophen entspricht für Isaak derjenigen der Propheten, denn beide sollen den Seelen der Menschen bei ihrer Befreiung aus der Knechtschaft in der Materie und beim Aufstieg in die geistige Welt als Anführer dienen. In diesem Sinne betrachtet er die Propheten auch als eine Art von Philosophen. Isaaks Schüler Dunasch ibn Tamim, der wohl einer Meinung seines Lehrers folgt, erläutert in seinem Kommentar zu dem kabbalistischen Werk Sefer Jezira den Aufstieg der Seele des Mose in die „oberen Welten“ schon zu dessen Lebzeiten. Wegen ihrer besonders feinen und leichten Beschaffenheit sei diese Seele allen anderen überlegen gewesen; sie habe sich schon vor dem Tod vom Leibe trennen und mit dem göttlichen Licht vereinen können.
Für die spätmittelalterliche Anthropologie folgenreich war Isaaks berühmte Definition der Philosophie als Selbsterkenntnis des Menschen (in der lateinischen Übersetzung  cognitio hominis sui ipsius). Isaak folgt dabei einer Überlegung al-Kindis, die auf eine unbekannte neuplatonische Quelle zurückgeht. In seinem Buch der Definitionen und Beschreibungen schreibt er, diese Aussage sei „von großer Tiefe und erhabener Einsicht“. Er meint nämlich, wenn der Mensch sich selbst in wahrer Erkenntnis hinsichtlich seiner geistigen und körperlichen Substantialität begreife, dann sei solche Selbsterkenntnis gleichbedeutend mit einem Wissen von der immateriell-geistigen und der körperlichen Substanz schlechthin. Die Selbsterkenntnis führe somit zu einer Erkenntnis der gesamten Weltwirklichkeit einschließlich der ersten Substanz und aller Akzidenzien. Mit dieser Behauptung wird der Mensch nicht nur als Erkenntnisobjekt ins Auge gefasst, sondern zugleich zum Erkenntnisprinzip für die gesamte Welt der Dinge erhoben. Im Unterschied zur traditionellen neuplatonischen Lehre, in der ausschließlich die Seele und ihre Selbsterkenntnis von Belang ist, bezieht Isaak die körperliche Dimension des Menschseins in sein Verständnis von Selbsterkenntnis mit ein; der Zugang zur eigenen Körperlichkeit soll den Zugang zur Körpersubstanz in der Außenwelt ermöglichen, ebenso wie das Verständnis des eigenen Geistes zum Verständnis des Geistigen im Kosmos verhelfen soll.

## Rezeption

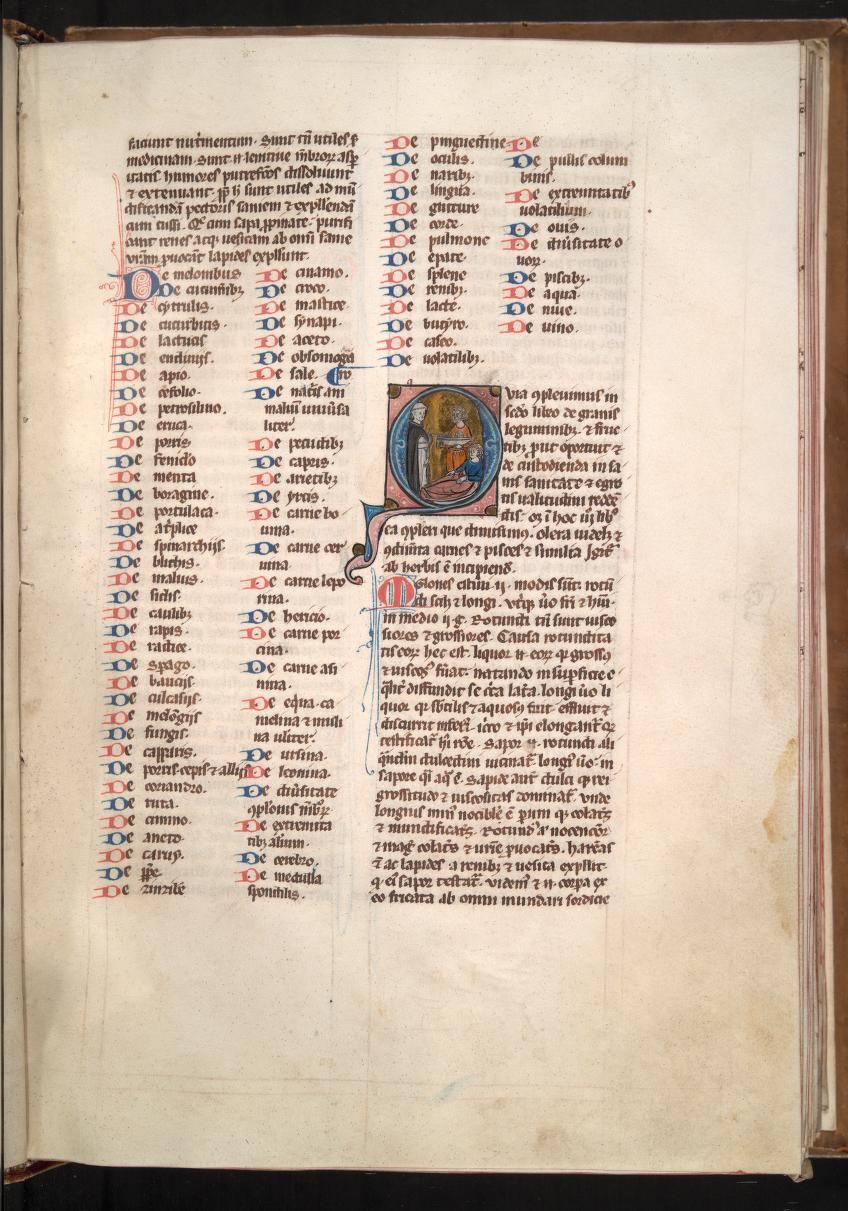
Lateinische Übersetzung des Diätenbuchs, Seite einer Handschrift des 13. Jahrhunderts

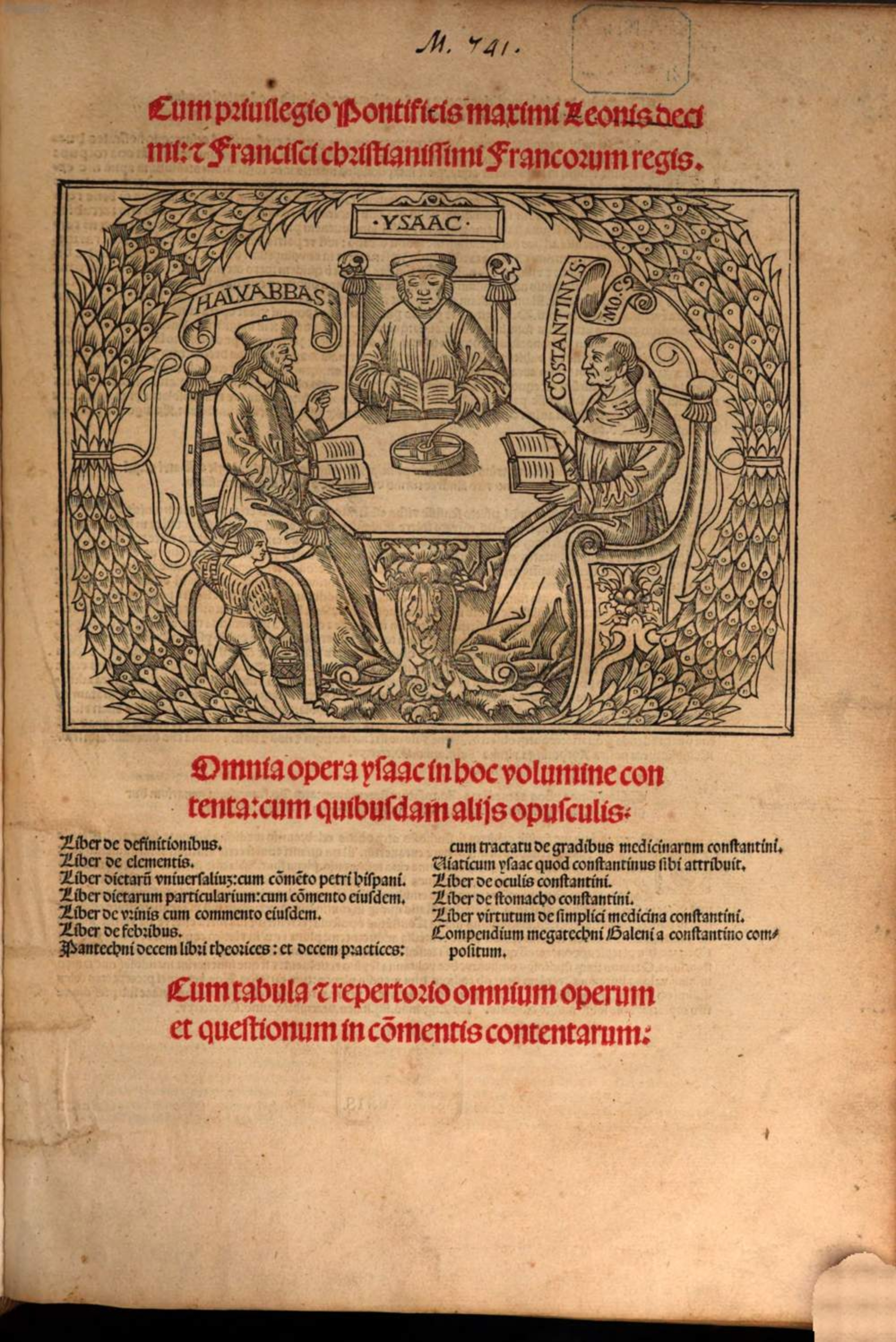
Titelblatt der Gesamtausgabe mit Holzschnitt, Lyon 1515

Isaak stand mit dem berühmten jüdischen Philosophen und Theologen Saadia Gaon in brieflicher Verbindung und beantwortete dessen Fragen. Seine philosophischen Schriften fanden jedoch unter den mittelalterlichen jüdischen Gelehrten nur bei neuplatonisch orientierten Denkern wie Moses ibn Esra und Josef ibn Zaddik Anklang. Maimonides hielt sie für nutzlos, die aristotelische Strömung in der jüdischen Philosophie ging von anderen Voraussetzungen aus. Die Muslime beachteten Isaak fast gar nicht. Stark und anhaltend war hingegen die Nachwirkung der lateinischen Übersetzungen seiner Schriften in der europäischen Gelehrtenwelt des Mittelalters.
Der Gelehrte Gerhard von Cremona fertigte eine lateinische Übersetzung des Buchs der Definitionen an, die ab 1140 bekannt wurde. Weniger verbreitet als Gerhards Text war eine jüngere, kürzer gefasste, möglicherweise unvollständig erhaltene lateinische Übersetzung, die Dominicus Gundissalinus zugeschrieben wird. Bei den christlichen lateinischsprachigen Gelehrten der Scholastik war das Buch der Definitionen beliebt. Besonders folgenreich für die spätmittelalterliche Geistesgeschichte war Isaaks dort dargelegte Beschreibung der Philosophie als Selbsterkenntnis des Menschen, in der zugleich Erkenntnis der ganzen Welt enthalten sei. An sie knüpfte zunächst der aus Spanien stammende jüdische Philosoph Solomon ibn Gabirol (Avicebron) an, dessen ins Lateinische übersetztes Dialogwerk Fons vitae bei den Christen weite Verbreitung fand. Auch Dominicus Gundissalinus griff sie auf. Im 13. Jahrhundert stimmten zahlreiche scholastische Gelehrte diesem „anthropologischen“ Verständnis von Philosophie und dessen erkenntnistheoretischen Konsequenzen zu. Sie meinten, dass zwischen dem Menschen als Mikrokosmos (kleine Welt) und dem Universum als Makrokosmos eine Ähnlichkeitsbeziehung oder gar eine Realentsprechung bestehe. Auch das Buch der Elemente wurde von Gerhard ins Lateinische übertragen und fand bei den scholastischen Gelehrten Anerkennung. Hohe Wertschätzung für Isaaks philosophische Leistung bekundete Albertus Magnus; er nannte ihn einen „Großen in der Philosophie“.
Der Benediktinermönch Constantinus Africanus, der arabischer Herkunft war, übersetzte im späten 11. Jahrhundert das Buch über die Fieber ins Lateinische (Liber febrium), ohne Isaak als Verfasser zu nennen. Auch vom Harnbuch und vom Buch über die Diäten fertigte Constantinus lateinische Übersetzungen an.
Im 13. Jahrhundert schrieb der Gelehrte Petrus Hispanus (Medicus) Kommentare zum Harnbuch und zum Diätenbuch. Das Harnbuch wurde häufig kommentiert, und auch das Fieberbuch wurde in der mittelalterlichen europäischen Medizin stark rezipiert (mindestens 55 Handschriften sind erhalten); im 14. Jahrhundert entstand eine Übersetzung ins Altspanische (Tratado de las fiebres). Beide Schriften waren im Spätmittelalter zeitweilig Bestandteil des universitären Unterrichtsprogramms und Prüfungsstoffs. Der zweite Teil des Diätenbuchs wurde im 15. Jahrhundert ins Schwäbische übersetzt.
1515 erschien in Lyon eine Gesamtausgabe der lateinischen Übersetzungen von Schriften Isaaks, herausgegeben von Andrea Turini (Andreas Turinus). Sie enthält auch Werke anderer Autoren, die damals irrtümlich Isaak zugeschrieben wurden.

## Ausgaben und Übersetzungen
arabisch
- Samuel Miklos Stern (Hrsg.): The Fragments of Isaac Israeli’s „Book of Substances“. In: Journal of Jewish Studies. Band 7, 1956, ISSN 0022-2097, S. 13–29.

hebräisch (mittelalterlich)
- Hartwig Hirschfeld (Hrsg.): Das „Buch der Definitionen“ des Abu Jaʿqūb Isḥāq b. Suleimān al Isrāilī in der hebräischen Übersetzung des Nissīm b. Salomon. In: Festschrift zum achtzigsten Geburtstage Moritz Steinschneider’s. Harrassowitz, Leipzig 1896 (Neudruck Olms, Hildesheim 1975), S. 131–142 (des hebräischen Teils), S. 233 f. (des deutschen Teils).
- Salomon Fried (Hrsg.): Sefer ha-Yesodot. Das Buch über die Elemente. Ein Beitrag zur jüdischen Religionsphilosophie des Mittelalters von Isaak ben Salomon Israeli. Drohobycz 1900.
- Mosche (Moritz) Steinschneider: Devarim Atikim. In: Ha-Karmel. Wilna 1871, S. 400–405 (Edition des Buchs über den Geist und die Seele).
- Alexander Altmann (Hrsg.): Isaac Israeli’s „Chapter on the Elements“ (Ms Mantua). In: Journal of Jewish Studies. Band 7, Nr. 1–2, 1956, S. 31–57, doi:10.18647/221/JJS-1956 (hebräischer Text mit englischer Übersetzung).

lateinisch
- Joseph Thomas Muckle (Hrsg.): Isaac Israeli: Liber de definicionibus. In: Archives d’Histoire Doctrinale et Littéraire du Moyen Age. Jg. 12/13, 1937/38, S. 299–340 (kritische Edition der beiden mittelalterlichen lateinischen Übersetzungen).
- Eugenio Fontana (Hrsg.): Il libro delle urine di Isacco l’Ebreo tradotto dall’arabo in latino da Costantino Africano. Giardini, Pisa 1966 (lateinischer Text mit italienischer Übersetzung).
- Omnia opera Ysaac. Jean de La Place für Barthélemy (Barthelmi) Trot, Lyon 1515 (Scan in der Google-Buchsuche).
- De particularibus diaetis. Matthaeus Cerdonis, Padua 1487; Sixtus Henricpetri, Basel 1570 (Scan in der Google-Buchsuche).
- Johannes Peine (Hrsg.): Die Harnschrift des Isaac Judaeus. Borna-Leipzig 1919; zugleich Medizinische Dissertation Leipzig 1919. Mit Textausgabe vom Liber de urinis.

deutsch
- David Kaufmann (Hrsg.): Isak Israeli’s Propädeutik für Ärzte. In: Magazin für die Wissenschaft des Judenthums. Jg. 11, 1884, S. 97–112 (Führung der Ärzte, Zuschreibung an Isaak umstritten, archive.org [Scan des Sonderdrucks mit hebräischem Text im Anhang]; dazu S. 93–96 Vorbemerkung von Abraham Berliner, sammlungen.ub.uni-frankfurt.de [im Anschluss Kaufmanns Edition ohne hebräischen Text]).
- Gundolf Keil: Zwei altdeutsche Übersetzungen der „Diaetae particulares“ von Isaak Judäus. In: Wouter Bracke u. a. (Hrsg.): Medical Latin from the middle ages to the eighteenth century. Proceedings of the European Science Foundation Exploratory Workshop in the Humanities, Brüssel, 3. und 4. September 1999 (= Koninklijke academie voor geneeskunde un België [Hrsg.]: Dissertationes, Series historica, DSH. Band 8). Brüssel 2000, ISBN 90-75273-26-6, S. 197–222.
- Susanne Nägele (Hrsg.): Valentin Schwendes „Buch von menicherhande geschlechtte kornnes und menicherley fruchtte“. Der „Liber de diaetis particularibus“ („Kitāb al-Aġḏiya“) des Isaak Judäus in oberschwäbischer Übersetzung des 15. Jahrhunderts. Einleitung und kritische Textausgabe (= Würzburger medizinhistorische Forschungen. Band 76). Königshausen & Neumann, Würzburg 2001, ISBN 3-8260-2302-1 (zugleich Dissertation Würzburg 2001).

englisch
- Samuel Miklos Stern: Isaac Israeli’s Book of Substances. In: Journal of Jewish Studies. Band 6, 1955, Nr. 3, S. 135–145, doi:10.18647/196/JJS-1955.
- Samuel Miklos Stern: Isaac Israeli and Moses Ibn Ezra. In: Journal of Jewish Studies. Band 8, 1957, Nr. 1–2, S. 83–89, doi:10.18647/298/JJS-1957.
- Alexander Altmann, Samuel Miklos Stern: Isaac Israeli. A Neoplatonic Philosopher of the Early Tenth Century. Greenwood Press, Westport 1979 (Nachdruck der Ausgabe London 1958; enthält englische Übersetzungen der philosophischen Werke Isaaks; aus dem Buch der Elemente nur ein Auszug).